# Wiehlenarius
Genre
Wiehlenarius est un genre d'araignées aranéomorphes de la famille des Linyphiidae.

## Distribution
Les espèces de ce genre se rencontrent en zone paléarctique.

## Liste des espèces
Selon World Spider Catalog (version 16.5, 12/12/2015) :
- Wiehlenarius boreus Eskov, 1990
- Wiehlenarius tirolensis (Schenkel, 1939)

## Publication originale
- Eskov, 1990 : New monotypic genera of the spider family Linyphiidae (Aranei) from Siberia: Communication 2. Zoologičeskij Žurnal, vol. 69, no 1, p. 43-53.